# Lebor Gabála Érenn
Lebor Gabála Érenn (Kniha o dobytí Irska nebo Kniha o invazi) je sbírka básní a prozaických vyprávění, které tvrdí, že jsou historií Irska a Irů od stvoření světa do středověku. Existuje řada verzí, z nichž nejstarší byla zkompilována neznámým autorem v 11. století. Kniha zahrnuje vyprávění, která vznikala v předchozích staletích. Vypráví o osídlení (nebo „dobytí“, „invazi“) Irska šesti skupinami lidí: lid Cessair, lid z Partholónu, lid z Nemed, Fir Bolg, Tuatha Dé Danann a Milesiáni. První čtyři skupiny byly vyhlazeny nebo donuceny ostrov opustit, pátá skupina představuje irské pohanské bohy, zatímco poslední skupina představuje irský národ (Galy).
Většina vědců dnes považuje knihu Lebor Gabála Érenn především za legendu, nikoli za historickou skutečnost. Zdá se, že se jedná především o středověkou křesťanskou pseudohistorii, ale zahrnuje také některé části z irské pohanské mytologie. Vědci věří, že cílem autorů bylo vytvořit epickou historii Irska, která by se mohla srovnávat s Izraelity nebo Římany a dala by do souladu národní mýty s křesťanským pohledem na historii. Například se zde naznačuje, že existovalo šest invazí, které odpovídají „šesti věkům světa“ (raně křesťanská periodizace historie dle sv. Augustina). Lebor Gabála Érenn je rovněž považována za „vysoce vlivný středověký irský prozaicko-poetický spis [...] napsaný za účelem přemostění propasti mezi křesťanskou světovou chronologií a prehistorií Irska“.
V angličtině se obvykle označuje jako The Book of Invasion nebo The Book of Conquest (Kniha o invazi nebo Kniha o dobytí) a v moderní irštině se nazývá Leabhar Gabhála Éireann nebo Leabhar Gabhála na hÉiriann.

## Původ
Kniha Lebor Gabála se představuje jako historie Irska a Irů. Účel knihy (název nadále zkracován jako „LGE“) je následující:
1. sjednotit populaci vymazáním paměti na předchozí rozdílné etnické skupiny;
2. oslabit vliv předkřesťanských pohanských náboženství tím, že jejich bohové budou představeni jako pouzí smrtelníci;
3. vytvořit rodokmeny, do kterých bude možné vhodně zasadit různé dynastické skupiny.

Kniha LGE se považuje za pokus poskytnout Irům písemnou historii srovnatelnou s tím, co je pro Izraelity Starý zákon. Kniha staví na pohanských mýtech z galského Irska, ale interpretuje je ve světle židovsko-křesťanské teologie a historiografie. Popisuje, jak byl ostrov šestkrát osídlen šesti skupinami národů. Biblické paradigma poskytovalo autorům předpřipravené příběhy, které bylo možné adaptovat pro tyto účely. Jsou zde popisováno zotročení předků Irů v cizí zemi, útěky do exilu, putování v pustině či vzdálené vidina „země zaslíbené“.
Na zformování LGE měly podle všeho obzvláště významný vliv čtyři křesťanské práce:
- De Civitate Dei (Boží město), sv. Augustin (413–426 n. l.),
- Historiae adversum paganos („Historie“), Orosius, 417 n. l.,
- Chronicon od Eusebia, přeloženo do latiny sv. Jeronýmem jako Temporum liber (379 n. l.),
- Etymologiae („Etymologie“) nebo Origines („Počátky“) od Isidora ze Sevilly (začátek 7. století).

Předkřesťanské prvky však nebyly zcela vyhlazeny. Jedna z poem v LGE například popisuje, jak si bohyně z lidu Tuatha Dé Danann braly za manžely muže z kmene Galů, když tito dobyli a kolonizovali Irsko. Vzorec po sobě jdoucích invazí, který LGE zachovává, připomíná výčet původu Galů v kontinentální Evropě dle Timagena Alexandrijského. Timagenes (1. století př. n. l.) (dále citovaný historikem Ammianem Marcellinem ve 4. století n. l.) popisuje, jak předkové Galů byli vyhnání ze svých domovských zemí ve východní Evropě řadou válek a povodní.
Četné fragmenty z irské mytologie jsou roztroušeny v 7. a 8. století. V knize Lectures on the Manuscript Materials of Ancient Irish History (Přednášky z rukopisných materiálů o irské prehistorii) rozebírá Eugene O´Curry, profesor irské historie a archeologie na Irské katolické univerzitě, různé historické příběhy uváděné v rukopisech:
„Tochomladh byla imigrace nebo příchod do Kolonie a podle jména se jedná o několik příchodů kolonií Parthalonů z Nemedh, Firbolgů, Tuatha Dé Danann, Milesiánů, atd. do země Erinn, přičemž každý příběh je popsán v samostatném vyprávění. Jedná se pravděpodobně o původní záznamy těchto starobylých příběhů, které tvoří ranou část různých Knih o invazi, které byly zkompilovány.“
Nejranější dochovaný výčet předkládané historie Irska je obsažen v knize Historia Brittonum (anglicky „History of the Britons“, „Historie Britů“), o které se dříve myslelo, že byla napsána velšským knězem Nenniem v letech 829–830. Tento text uvádí dvě zmínky o irské historii. První se skládá ze série po sobě jdoucích kolonizací z Ibérie, a to irskými předgalskými národy, jejichž výčet se dostal i do LGE. Druhá zmínky popisuje původ Galů samotných a říká, jak se Galové stali pány země a předchůdci Irů.
Tyto dva příběhy byly dále rozvíjeny a obohacovány v průběhu 9. století irskými historickými básníky. V 10. a 11. století bylo napsáno několik dlouhých historických básní, které byly později použity do schématu LGE. Většina těchto básní, na kterých byly založeny verze LGE z 11. a 12. století, byla napsána těmito čtyřmi básníky:
- Eochaidh UaFloinn (936 – 1004) z města Armagh – básně č. 30, 41, 53, 65, 98, 109, 111
- Flann Mainisterch mac Ecthigrin (zemřel 1056), přednášející a historik z opatství Monasterboice – básně č. 42, 56, 67, 82
- Tanaide (zemřel cca 1075) – básně č. 47, 54, 86
- Gilla Cómáin mac Gilla Samthainde (žil 1072) – básně 13, 96, 115

Na konci 11. století podle všeho začali anonymní učenci tyto jednotlivé texty a řadu dalších básní skládat dohromady a zasadili je do celkového prozaického rámce. Tento rámec částečně vytvořili sami, částečně použili starší, již nedochované zdroje (např. Tochomladih zmiňovaný O’Currym), dále parafrázovali a přidávali verše. Výsledkem byla nejranější verze LGE. Byla napsána ve středověké irštině, což byla forma irské galštiny, používaná v mezi lety 900 a 1200.

## Varianty a zdroje textů
Od začátku byla LGE nesmírně populární a vlivný dokument, který si rychle získal status kroniky. Starší texty byly měněny tak, aby se příběhy dostaly do bližšího souladu s verzí historie podle LGE a vznikla řada nových básní, které byly do LGE doplňovány. Během dalšího staletí kompilací vznikla přemíra opisů a revizí, které obsahovaly až 136 básní. Dochovalo se pět verzí LGE, které byly obsaženy ve více než dvanácti středověkých rukopisech:
- První redakce (R1): zachovala se v The Book of Leinster (Kniha o Leinsteru) (cca 1150) a The Book of Fermoy (Kniha o Fermoy) (1373).
- Miniugud (Min): tato verze je těsně příbuzná s druhou redakcí. Je pravděpodobně starší než dochované MSS této redakce, ačkoli není starší, než není ztracený exemplář, na které byla tato MSS založena. Dochované zdroje jsou doplňované kopiemi z Druhé redakce.
- Druhá redakce (R2): přežila v ne méně než sedmi samostatných textech, z nichž nejznámější je The Great Book of Lecan (Velká kniha o Lecanu) (1418).
- Třetí redakce (R3): zachovala se jak v knize The Book of Ballymote (Kniha o Ballymote) (1391) a v knize The Great Book of Lecan (Velká kniha o Lecanu).
- O’Clearyova redakce (K): sepsal ji v roce 1631 Micheál Ó Cléirigh, františkánský písař a jeden ze Čtyř mistrů (viz Anály čtyř mistrů – kroniky irské historie). Na rozdíl od dřívějších verzí LGE je tato redakce sepsána v moderní irštině, ale byla Macalisterem přijata jako samostatná redakce, protože jsou indicie o tom, že autor měl přístup ke zdrojům, které již nejsou dostupné a které nebyly použity kompilátory ostatních čtyř redakcí. Tato práce byla zkompilována v konventu v Lisgoolu poblíž Enniskiilenu. O’Clearymu pomáhali Gillapatrick O’Luinin a Peregrine O’Cleary (třetí bratranec Michaela O’Clearyho a jeden ze Čtyř mistrů).

Následující tabulka poskytuje souhrn dochovaných rukopisů, které obsahují verze LGE. Většina použitých zkratek byla převzata z kritické edice R.A.S. Macallistera na téma LGE.
| Sigla | Rukopis           | Lokace                   | Redakce | Poznámky                                                                     |
| ----- | ----------------- | ------------------------ | ------- | ---------------------------------------------------------------------------- |
| A     | Stowe A.2.4.      | Irská královská akademie | R2      | Přímá a špatná kopie D                                                       |
| B     | Kniha o Ballymote | Irská královská akademie | R3      | B ztrácí jeden svazek po β, byly z ní odvozeny β1 a β2.                      |
| β     | H.2.4.            | Trinity College, Dublin  | R3      | Transkript z B vytvořený v r. 1728 Richardem Tipperem                        |
| β1    | H.1.15            | Trinity College, Dublin  | R3      | Kopie vytvořená v r. 1745 Tadghem Ó Neachtáinem ze ztraceného transkriptu B. |
| β2    | Stowe D.3.2.      | Irská královská akademie | R3      | Anonymní kopie z téhož ztraceného transkriptu B.                             |
| D     | Stowe D.4.3.      | Irská královská akademie | R2      |                                                                              |
| E     | E.3.5. č. 2       | Trinity College, Dublin  | R2      |                                                                              |
| F1    | Kniha o Fermoy    | Irská královská akademie | R1      | F1 a F2 jsou části jednoho rozloženého svazku, F.                            |
| F2    | Stowe D.3.1.      | Irská královská akademie | R1      | F1 a F2 jsou části jednoho rozloženého svazku, F.                            |
| H     | H.2.15. č.1       | Trinity College, Dublin  | R3      |                                                                              |
| L     | Kniha o Leinsteru | Trinity College, Dublin  | R1      |                                                                              |
| Λ     | Kniha o Lecanu    | Irská královská akademie | R2, Min | První text o LGE v Knize o Lecanu                                            |
| M     | Kniha o Lecanu    | Irská královská akademie | R3      | Druhý text o LGE v Knize o Lecanu                                            |
| P     | P.10266           | Irská národní knihovna   | R2      |                                                                              |
| R     | Rawl.B.512        | Knihovna v Bodleian      | R2, Min |                                                                              |
|       |                   |                          | R2, Min | Pouze prozaické texty jsou zde vypsány v plném znění. Básně jsou zkrácené.   |
| V1    | Stowe D.5.1.      | Irská královská akademie | R2, Min | V1, V2 a V3 jsou části jednoho rozloženého svazku, V.                        |
| V2    | Stowe D.4.1.      | Irská královská akademie | R2, Min | V1, V2 a V3 jsou části jednoho rozloženého svazku, V.                        |
| V3    | Stowe D.1.3.      | Irská královská akademie | R2, Min | V1, V2 a V3 jsou části jednoho rozloženého svazku, V.                        |
| K1    | 23 K 32           | Irská královská akademie | K       | Dobrá kopie autobiografie Michaela O Cleryho.                                |

* K je obsaženo v několika papírových rukopisech, ale K1. „autoritativní autobiografie“, má přednost.

## Moderní kritika
Po mnoho staletí byla LGE přijímána bez dalších otázek jako přesný a spolehlivý výčet historie Irska. Teprve na konci 17. století z ní Geoffrey Keating čerpal při psaní své historie Irska, Foras Feasa ar Éirinn, a rovněž byla široce využívaná autory Análů čtyř mistrů (Annals of the Four Masters). Nedávno byla tato práce podrobena podrobnějšímu kritickému zkoumání. Jeden soudobý učenec ji zařadil mezi „tradici historických výmyslů či pseudohistorie“, další o ní psal jako o „celkově falešné představě“ a upozorňoval na mnoho prvků fikce, přičemž LGE přiznával, že „uchovává některé lidové tradice“. Irský archeolog R. A. Steward Macalister, který tuto práci přeložil do angličtiny, k ní byl obzvláště skeptický: „V celé této práci není v přísném smyslu slova ani jeden prvek hodnověrného historické události.“ Macalister své mínění později zjemnil.
I když většina učenců na LGE nahlížela více jako na mýtus, než na historii, někteří přiznávají, že je volně založená na skutečných událostech. V roce 1940 vytvořil T. F. O´Rahily model irské prehistorie založený na jeho analýze LGE a staroirského jazyka. Přitom přišel s hypotézou, že proběhly čtyři vlny keltské migrace či invazí: invaze lidu Cruthin nebo Pritani (cca 700–500 př. n. l.), invaze lidu Builg nebo Érainn (cca 500 př. n. l.), invaze Laigin, Domnainn a Gálioin (cca 300 př. n. l.) a invaze Galů (cca 100 př. n. l.). Přitom argumentuje, že některé z „invazí“ popsaných v LGE jsou založeny na skutečných událostech, ale jiné byly vymyšleny pisateli. Dále argumentuje, že mnoho irských „předgalských“ národů se v Irsku dále rozvíjelo i po roce 100 př. n. l.
V knize Bílá bohyně (The White Goddess, 1948) britský básník a mytolog Robert Graves argumentuje, že mýty přinesené do Irska staletí před zavedením písma byly zachovány a předávány přesně slovo od slova ústním podáním a byly zaznamenány teprve s křesťanském období. Po konzultaci této otázky s Macallisterem Graves prohlásil, že některé z podání v LGE jsou „archeologicky přijatelné“. Samotná kniha Bílá bohyně se stala předmětem silné kritiky ze strany archeologů a historiků.
LGE byla v roce 1884 přeložena do francouzštiny. První kompletní překlad do angličtiny vypracoval R. A. Macalister mezi lety 19370[ujasnit] a 1942. Tento překlad byl doprovázen kritickým aparátem, Macalisterovými vlastními poznámkami a úvodem, ve kterém vysvětlil svůj vlastní názor, že LGE vznikla spojením dvou původně nezávislých prací: Historie Galie (History of the Gaedil), vytvořené podle historie Izraelitů dle podání ve Starém zákoně, a výčtu několika předgalských osídlení Irska (k historické autenticitě této části podal Macalister velmi málo dokladů). Tato druhá část byla vloženy doprostřed první části práce, čímž došlo k přerušení klíčové části vyprávění. Macalister teoretizoval o tom, že tento kvazibiblický text byla latinská práce nazvaná Liter Occupationis Hiberniae („Kniha o dobytí Irska“), čímž se vysvětluje středověký název LGE, který používá termín „dobytí“.

## Obsah
Tuto práci je možné rozdělit do deseti „knih“.

### Genesis
Zde je převyprávěn známý židovsko-křesťanský příběh o stvoření, pádu člověka a raná historie světa. Navíc ke knize Genesis upozorňuje autor na mnoho detailů (např. syrská „Jeskyně pokladů“) i na čtyři křesťanské práce zmíněné dříve (např. Město Boha – „The city of God“).

### Raná historie Galů
Tato kapitola vysvětluje – a je založena – na víře, že veškeré lidstvo pochází z Adama přes jeho syna Noa. Vypráví se zde o tom, že Noův syn Jáfet byl praotcem všech Evropanů (viz Jafetité) a o tom, že Jafetův syn Magog je praotcem Galů a Skytů a že Fénius Farsaid je praotcem všech Galů. Fénius, princ ze Skytie, je zde popisován jako jeden ze 72 náčelníků, kteří postavili Babylónskou věž. Jeho syn Nel se oženil se Scotou, dcerou egyptského faraóna a měli spolu syna jménem Goídel Glas. Goídel vytvořil goidelický (galský) jazyk z původních 72 jazyků, které vznikly po zmatení jazyků. Goídelovi potomci (Galové) opustili Egypt ve stejné době, jako Izraelité (viz Exodus) a usadili se ve Skytii. Po určité době opustili Skytii a strávili 440 let putováním po Zemi, přičemž podstoupili sérii zkoušek a útrap podobně jako Izraelité, kteří strávili 40 let putováním po poušti. Po mnoha letech na moři se Galové usadili v bažinách v deltě řeky Don, poté se platili přes Krétu a Sicílii a dobyli Ibérii. Zde potomek Goídela jménem Breogán založil město nazvané Brigantia a vystavěl věž, z jejíhož vrcholu jeho syn Íth zahlédl Irsko.
Zdá se, že tato kapitola byla zpracována tak, aby Galům poskytla genealogii, která by je spojila s biblickými postavami a která by byla v souladu s židovsko-křesťanskou věroukou. Je zde spojení na události ze Starého zákona a spojení k Izraelitům. Odkaz na skytský původ se pravděpodobně zakládá na podobnosti jmen Skoti a Skytové. Další středověcí pseudo-historikové takto podobně zacházeli i s jinými národy. Například ve své rané Historii Gótů dovozuje Isidor, že Gótové a Getové jsou kvůli podobným jménům příbuzní a říká, že tyto národy (podobně jako Galové) pocházejí od Magoga. Nárok na irský původ může být založen na třech věcech: jednak na podobnosti jmen Iberia a Hibernia, kdy Isidor popisuje Ibérii jako mateřskou zemi těchto ras a Orosius popisuje Irsko jako zemi „ležící mezi Ibérií a Británií“. Nárok, že se Galové usadili v bažinách v deltě řeky Don byl pravděpodobně převzat z Knihy o historii Franků (Book of the History of the Franks). Cestování na Krétu a Sicílii může být založeno na příběhu o Aineiásovi. Brigantia se odkazuje na město Corunna v Gálii (které bylo v té době známé pod jménem Brigantum) a Bregoánova věž je pravděpodobně založena na tzv. Herkulově věži“, kterou ve městě Corunna postavili Římané.

### Cessair
Podle LGE byli první lidé, kteří přišli do Irska, vedení Cessaire, dcerou Bitha, syny Noemova. Byli jim sděleno, aby šli na západ až na kraj světa, aby unikli nadcházející Potopě. Vydali se na cestu ve třech lodích, ale když 40 dní před povodní přistáli v Irsku, byly dvě lodě ztracené. Jedinou přeživší byla Cessair, čtyřicet devět dalších žen a tři muži: Fintan mac Bóchra, Bith a Ladra. Ženy se rozdělily rovnoměrně mezi muže. Každý si tedy vzal jednu za manželku: Fintán si vzal Cessair, Bith si vzal Barrfhind a Ladra si vzal Albu. Bith a Ladra však brzy zemřeli a Ladra se stal prvním člověkem, který byl v Irsku pohřben. Když přišla Potopa, byl Fintán jediný, kdo přežil. Stal se z něho losos a později orel a jestřáb, žil ještě 5500 let po Potopě, kdy se stal opět člověkem a sepsal historii Irska.
V dřívější verzi tohoto příběhu byla první ženou v Irsku Banba. Banba, Fódla a Érie byla trojice bohyní Země a jejich manželé byli Mac Cuill (syn lískového keře), Mac Cecht (syn pluhu) a Mac Gréine (syn Slunce). Je pravděpodobné, že Cessair, tři muži a jejich manželky byly pokřesťanštěnou náhradou původních postav. Fintán / Mac Cuill může být rovněž spojován s „Lososem Vědění“, který získá všechno poznání světa poté, co sní devět lískových oříšků, které spadnou do studny. Ženy, které provázejí Cessair, podle svých jmen pravděpodobně představují pramatky světa: patří mezi ně Alba (pramatka Britů), Espa (pramatka Španělů), German (pramatka Germánů), Gothiam (pramatka Gótů), Traige (pramatka Thráků), a tak dále. Tedy „jejich příchod je možné chápat jako stvoření mikrokosmu celosvětové populace v Irsku“. Několik dalších společníků přebírá jména pradávných irských bohyní.

### Partolón
Irsko je poté 300 let neobydlené, dokud nepřijde druhá skupina lidí. Tuto skupinu vede Partolón, který je potomkem Noa přes Magog. Tato skupina připluje do Irska přes Gótsko, Anatolii, Řecko, Sicílii a Ibérii. Ve skupině je i Partolónova manželka Delgnat, jejich čtyři synové – náčelníci, a další. Když připlují, je zde jen jedna otevřená pláň, tři jezera a devět řek. Lidé vyčistí čtyři další pláně a poté ze země vytryskne dalších sedm jezer. Jmenované osoby mají znalost chovu zvířat, používání pluhu, vaření, stavby obydlí, obchodování. Rozdělí ostrov na čtyři části. Bojují a porazí tajemné Fomóire, kteří jsou vedeni Cicholem Gricenchosem. Nakonec Partolón a jeho lidé (nyní 5000 mužů a 4000 žen) vymřou na mor během jediného týdne. Přežije jen jeden muž, Tuan mac Carill. Podobně jako Fintán žije Tuan mac Carill několik století v řadě forem, takže může předat dál irskou historii. Tato kapitola také obsahuje příběh o Delgnat, která zhřeší cizoložstvím se sluhou.
Jméno Partholón pochází ze jména Bartholomaeus (Bartoloměj) a jedná se pravděpodobně o výmysl křesťanských písařů, který si pravděpodobně vypůjčili tuto postavu z křesťanských pseudohistorických příběhů o svatém Jeronýmovi a Isidorovi. Fomóirové se interpretují jako skupina božstev, kteří představují škodlivé nebo ničivé přírodní síly; personifikaci chaosu, temnoty, smrti a sucha.

### Nemed
Irsko poté bylo neobydlené po dobu 30 let, dokud nepřišla třetí skupina lidí. Tito lidé byli vedeni Nemedem, který je také potomkem Noa přes Magoga.
Tato skupina vyrazila od Kaspického moře ve 44 lodích, ale po roce a půl plavby dorazila k břehům Irska jediná loď. Na palubě byl Nemed a jeho žena, jeho čtyři synové – náčelníci, a další. Během doby, kdy žili v Irsku, vyčistili tito Nemediáni dvanáct plání, vystavěli dvě královské pevnosti a ze země vytryskla čtyři jezera. Zvítězili ve čtyřech bitvách proti Fomóirům.
Poté, co Nemed a mnozí další zemřeli na mor, byli Nemediáni utiskováni Fomóiry Connandem a Morcem. Každý Samhain (svátek na začátku listopadu, keltský Nový rok) museli dávat dvě třetiny svých dětí, svého obilí a svého mléka Fomóirům. Tento tribut, který byli Nemediáni nuceni platit, mohla být „temná vzpomínka na obětiny nabízené na začátku zimy, kdy jsou na vzestupu síly temna a zkázy“. Nakonec Nemediáni povstali proti Fomóirům a zaútočili na věž Conand se 60 tisíci válečníky (30 tisíc na moři a 30 tisíc na souši) a Conand porazili. Morc poté zaútočil a téměř všichni Nemediáni byli zabiti v přílivové vlně. Unikla pouze jedna loď se třiceti muži. Někteří z nich šli „na sever světa“, někteří šli do Británie a stali se předky Britů a někteří šli na jih do Řecka.

### Fir Bolg
Ti, kteří šli do Řecka, byli zotročeni Řeky a byli přinuceni nosit vaky jílu. Po 230 letech vypluli zpět do Irska. Tito lidé jsou známí jako Fir Bolg („lidé vaků“); tato skupina se skládá ze dvou podskupin, známých jako Fir Nomnann a Fir Gállion. Vedli je pět náčelníků, kteří rozdělili Irsko na pět provincií: Gann zabral Severní Munster, Sengann zabral Jižní Munster, Genann zabral Connacht, Rudraige zabral Ulster a Slanga zabral Leinster. Následných devět Vysokých králů vládlo Irsku dalších 37 let.

### Tuatha Dé Danann
Ti, kdo odešli na sever světa, jsou Tuatha Dé Danann (nebo Tuath Dé), lidé obdaření nadpřirozenými schopnostmi, kteří představují hlavní pohanská božstva Irska. Do Irska přišli v temných oblacích a přistáli na Sliabh an Iarainn na západě.
Bojovali s lidmi Fir Bolg o vlastnictví ostrova v první bitvě u Mag Tuired (Moytury). Tuath Dé zvítězili. Nabídli lidem Fir Bolg provincii v Irsku, a ti si zvolili Connacht. Nuada, král Tuath Dé, přišel v bitvě o ruku (nebo o paži) a nadále už proto nemohl být králem. Nahradil ho Bres (napůl Fomóir), který se stal Vysokým králem Irska. Bres však s Tuath Dé zacházel špatně a zanedbával své královské povinnosti. To může odrážet příležitostnou nadvládu sil zkázy (Fomóirové) nad silami růstu (Tuath Dé). Po sedmi letech se lékaři Dianovi Cechtovi a kováři Crednemu podařilo nahradit ruku/paži Nuady stříbrnou rukou a Nuada se opět stal králem. Tuath Dé poté bojovali s Fomóirové ve druhé bitvě u Moytury. Fomóir Balor zabil Nuadu, ale Balorův vnuk Lugh (napůl Fomóir) jej zabil a stal se králem. Tuath Dé poté vládli bez přestávky po dobu 150 let.

### Milesiáni
Nyní se vrací příběh Galů. Íth, který pozoroval Irsko z vrcholku Breogánské věže, připlul na ostrov se skupinou mužů. Přivítali jej tři králové z lidu Tuath Dé: Mac Cuill, Mac Cecht a Mac Gréine. Je však zabit nejmenovanými útočníky a jeho lidé se vracejí do Ibérie. Galové vyplují s velikou přesilou, aby pomstili jeho smrt a dobyli Irsko. Zde jsou jmenováni jako Synové Míl Espáine (neboli Milesiáni). Jméno Míl Espáine pochází z latinského Miles Hispaniae („vojáci z Hispánie“) a jedná se pravděpodobně o výmysl křesťanských písařů. Poté, co přistanou, bojují proti spojeným silám Tuath Dé a Fomóirů. Na cestě do Tary je čekají na třech horách výše zmíněné Banba, Fódla a Ériu – manželky irských tří králů. Každá bohyně žádá, aby Galové pojmenovali zemi po ní. Jeden z Galů, Amergin, slíbí, že to učiní. V Taře Galové potkají tři krále, kteří brání svůj nárok na královský titul země. Žádají o třídenní příměří, během kterého musejí Galové zůstat ve vzdálenosti devíti vln od země. Galové souhlasí, ale jakmile jsou jejich lodě devět vln od Irska, Tuath Dé způsobí silný vítr, který jim zabrání připlout zpět k zemi. Amergin však tento vítr utiší tím, že recituje verše. Přeživší lodě se vrátí k zemi a obě skupiny se dohodnou, že si rozdělí Irsko mezi sebou. Galové dostanou svět nahoře, zatímco Tuath Dé dostanou svět dole (tj. Podsvětí) a vstoupí do sídhe (mohyly).

### Výčet pohanských králů Irska
Po vzoru biblické Knihy králů uvádí tato kniha skutky různých králů Irska, z nichž většina je legendárních nebo pololegendárních, od časů Ébera a Érimóna po rané 5. století křesťanské éry.

### Výčet křesťanských králů Irska
Jedná se o pokračování předchozí knihy. Tato kniha je nejpřesnější částí LGE, zabývá se historickými králi Irska, jejich činy a data jsou zachovány v dobových písemných záznamech.